# Laurent Claudel
Pour les articles homonymes, voir Claudel.
Laurent Claudel (né le 12 mars 1978 à Épinal) est un athlète français spécialiste du 400 mètres.
Sélectionné pour les Championnats d'Europe en salle 2002 de Vienne, en Autriche, Laurent Claudel remporte la médaille d'argent du relais 4 × 400 m aux côtés de ses compatriotes de l'équipe de France Marc Foucan, Loïc Lerouge et Stéphane Diagana, s'inclinant finalement face à l'équipe de Pologne. 
Ses records personnels sur 400 m sont de 46 s 64 en extérieur (2001) et de 47 s 65 en salle (2002). 

## Palmarès
| Date | Compétition                    | Lieu   | Résultat | Discipline |
| ---- | ------------------------------ | ------ | -------- | ---------- |
| 2002 | Championnats d'Europe en salle | Vienne | 2e       | 4 × 400 m  |